# Piła Pierwsza
Piła Pierwsza – wieś w Polsce położona w województwie śląskim, w powiecie kłobuckim, w gminie Wręczyca Wielka.
W latach 1975–1998 miejscowość administracyjnie należała do województwa częstochowskiego.
Wieś położona jest na południowy zachód od Wręczycy Wielkiej. Miejscowość podlega parafii św. Mikołaja w Truskolasach i należy do obwodu szkolnego Zespołu Szkół w Truskolasach. 

## Historia
Nazwa miejscowości związana jest z piłami tartacznymi, gdyż od czasu jej powstania istniał na jej terenie tartak. Początki osadnictwa na tym terenie sięgają najprawdopodobniej XVI wieku, w dokumentach z lat 1566 i 1576 poświadczono istnienie na terenie wsi dużej kuźnicy.
Początkowo Piła Pierwsza i sąsiadująca z nią Piła Druga miały jedną nazwę – Piła. Używano natomiast nazw zwyczajowych: Piła I, Piła II i Jesionka (część łącząca obie równoległe do siebie miejscowości). Osobne miejscowości Piła Pierwsza i Piła Druga (w skład której weszła również Jesionka – obecnie ul. Jesienna) powstały w latach 60. XX wieku.

### Historia szkolnictwa
W XIX wieku Piła była miejscowością o dużym znaczeniu, o czym świadczy fakt, że w roku 1818 rozpoczęła tu swoją działalność szkoła elementarna, jedna z pierwszych na tych terenach, wydzielona z terytorium szkoły truskolaskiej. Obowiązek utworzenia placówki władze oświatowe Królestwa Polskiego wyznaczyły ówczesnemu proboszczowi parafii w Truskolasach, ks. Antoniemu Zalondkowi. Szkoła mieściła się w chłopskim domu. W związku z problemami kadrowymi, a także z niechęcią części społeczności do opłacania składek na rzecz Towarzystwa Szkolnego, szkoła była kilkakrotnie likwidowana, a następnie reaktywowana.
Przed I wojną światową dzieci z Piły i pobliskiego Zamłynia uczęszczały do szkoły w Truskolasach. Około roku 1914 mieszkańcy obu miejscowości zorganizowali tajne nauczanie. Dzieci uczyły się czytania, pisania i arytmetyki bez podręczników, a zajęcia prowadzone były w prywatnym mieszkaniu. Pierwszą kierowniczką tajnej szkoły została Lucyna Trzcińska. Po zmianie lokalizacji i przeniesieniu szkoły do mieszkania Franciszka Bogusa kierownikiem został pan Komorowski, nauczyciel z wykształcenia. O nielegalnym nauczaniu dowiedzieli się wówczas Niemcy. Dzięki informacji o planowanej rewizji, jaka dotarła do sołtysa, w nocy szkołę w pośpiechu zlikwidowano. Gdy następnego dnia wkroczyli do niej okupanci, nie zastali już śladów tajnej szkoły. 
Po zakończeniu wojny w Pile zorganizowano 3-oddziałową szkołę, nie posiadała ona jednak stałej siedziby. Jej ówczesny dyrektor, Ignacy Rabenda, wyszedł z inicjatywą wybudowania jednej szkoły dla Piły i Zamłynia, do czego zachęcił mieszkańców obu wsi. Budynek oddano do użytku w 1924 roku. Szkoła 6-klasowa działała tutaj do czasu wybuchu II wojny światowej. Zreorganizowano ją po zakończeniu wojny, jednak w szkole brakowało podręczników i sprzętu szkolnego. Warunki pracy pogorszyły się również ze względu na brak pomieszczeń przy wzrastającej liczbie uczniów – w roku 1950 szkoła liczyła 8 oddziałów. W 1957 roku grożący zawaleniem budynek szkolny został rozebrany. Dzieci zaczęły uczęszczać do szkół w Truskolasach i Kulejach. Rok później odzyskano obwód szkolny w Pile-Zamłyniu, równocześnie rozpoczynając prace nad budową nowych pomieszczeń. Dzieci tymczasowo uczyły się w 5-klasowej szkole, którą zlokalizowano w prywatnym mieszkaniu. 30 października 1957 roku w fundamenty nowej siedziby wmurowano kamień węgielny, a budowę zakończono 26 lipca 1959 roku. Szkoła otrzymała imię Juliusza Słowackiego. W wyniku zmniejszającej się liczby dzieci stopniowo redukowano liczbę oddziałów, a podczas reformy oświaty w 2000 roku szkołę całkowicie zlikwidowano.
Od 1972 roku w miejscowości funkcjonuje przedszkole. Początkowo jego siedzibą był drewniany budynek, wyposażony w sprzęty i pomoce naukowe przewiezione ze zlikwidowanego przedszkola w Zakrzewiu. Obecnie oddział przedszkolny, będący filią truskolaskiej placówki, mieści się w dawnym budynku szkoły.

### Ochotnicza Straż Pożarna
Od roku 1924 w Pile działa jednostka OSP, której założycielami byli Franciszek Wieczorek i Franciszek Parkitny. Po zakończeniu II wojny światowej, która przerwała działalność drużyny, OSP zreorganizowało się w 1945 roku, jednakże praca na terenie zniszczonej w 70% wsi była niezwykle trudna, a do dyspozycji strażaków była jedynie prowizoryczna szopa. Od 1954 roku kupowano materiały budowlane, a w maju 1964 roku rozpoczęły się prace przy budowie remizy. Oddano ją do użytku po kilku latach, pełni swoją funkcję do dziś.